# Skorvlidens naturreservat
Skorvlidens naturreservat är ett naturreservat i Sorsele kommun i Västerbottens län.
Området är naturskyddat sedan 2024 och är 333 hektar stort. Reservatet ligger väster om Vindelälven och består av talldominerade barrskogar och våtområden väster och norr om Stenträsket.